# کوکی نیوا
کوکی نیوا (انگلیسی: Koki Niwa؛ زادهٔ ۱۰ اکتبر ۱۹۹۴) یک بازیکن تنیس روی میز اهل ژاپن است.
وی در مسابقات کشوری و بین‌المللی در مجموع برنده ۲ مدال طلا، ۵ مدال نقره، ۱۰ مدال برنز شده‌است.